# Emőke Andersson Lipcsey
Emőke Andersson Lipcsey, född Lipcsey, född i Budapest, är en ungersk-svensk författare, översättare, journalist och organist. Hon är sedan 1984 bosatt i Sverige. Hennes författarspråk är ungerska och hon verkar ofta som författare under namnet Emőke Lipcsey.

## Biografi

### Bakgrund
Emőke Lipcsey var under åren 1981–1995 fast knuten till den Paris-baserade tidskriften Magyar Műhely ('Ungersk Ateljé'). Hon inledde 1981 sin litterära bana som poet i samma stil, med dikter som trycktes i tidskriften.

### Flytt till Sverige
Lipcsey flyttade 1984 till Sverige, där hon 1999 publicerade sin första bok – diktsamlingen Sziklarajzok ('Hällristningar'). Hon har fortsatt att i första hand skriva på sitt ungerska modersmål, och hennes böcker ges främst ut på ungerska. Sziklarajzok gavs ut via tidskriften Magyar Műhely, och senare böcker har bland annat publicerats på förlagen Kortárs Kiadó och Helikon Kiadó.
2009 kom romanen Ördöghinta ('Djävulsgunga'). Året efter publicerades Kés, villa, SMS ('Gaffel, kniv och sms'), en humoristisk etikettbok för ungdomar. 2011 kom Taurus blogja ('Taurus blogg').
I alla de nämnda böckerna har hon experimenterat med romanformen, och i Ördöghinta bröt hon mot det traditionella tidstänkandet. Andersson Lipcseys testande av gränser har även funnits med i hennes diktande, där hon bland annat arbetat med visuell poesi.

### Senare år
2017 publicerades A vadnyúl bukfencet vet på ungerska. Tre år senare kom den surrealistiskt inspirerade romanen ut på svenska – Anderssons Lipcseys första svenska bokutgåva – i egen omarbetning och under titeln Haren gör en kullerbytta. Här presenterades hon, till skillnad mot i sina böcker på ungerska, under sitt mer kompletta namn Emőke Andersson Lipcsey.
Under 2010-talet har hon även verkat som översättare, både till ungerska och från ungerska till svenska. 2012 kom hennes översättning av Kerstin Ekmans Mordets praktik ut på ungerska, och senare kom även Händelser vid vatten ut i ungersk översättning.
Som journalist skriver Andersson Lipcsey om samhällsfrågor och kultur, med anknytning till Sverige eller Ungern.
Andersson Lipczey har varit aktiv som samordnare av olika ungersk-svenska kulturprojekt. Sålunda var hon 2012–2015 koordinator av Ungerns deltagande på Bokmässan i Göteborg. 2017 var hon inblandad i en stor exposé av svensk litteratur på bokmässan i Budapest, då hon även arbetade som redaktör och översatte texter av en rad svenska författare till ungerska.

### Andra aktiviteter, stipender
Vid sidan om skrivandet har Lipcsey i många år verkat som kyrko- och konsertorganist, bland annat genom sitt arbete för Svenska kyrkan. Hon har studerat musik i Ungern, Sverige och i Rueil-Malmaison i Frankrike.
Andersson Lipcsey har för sitt skrivande fått motta ett antal stipendier, inklusive Henning Mankell-stipendiet. 2019 fick hon AIR Litteratur-stipendiet Västra Götaland.